# コルウィン男爵

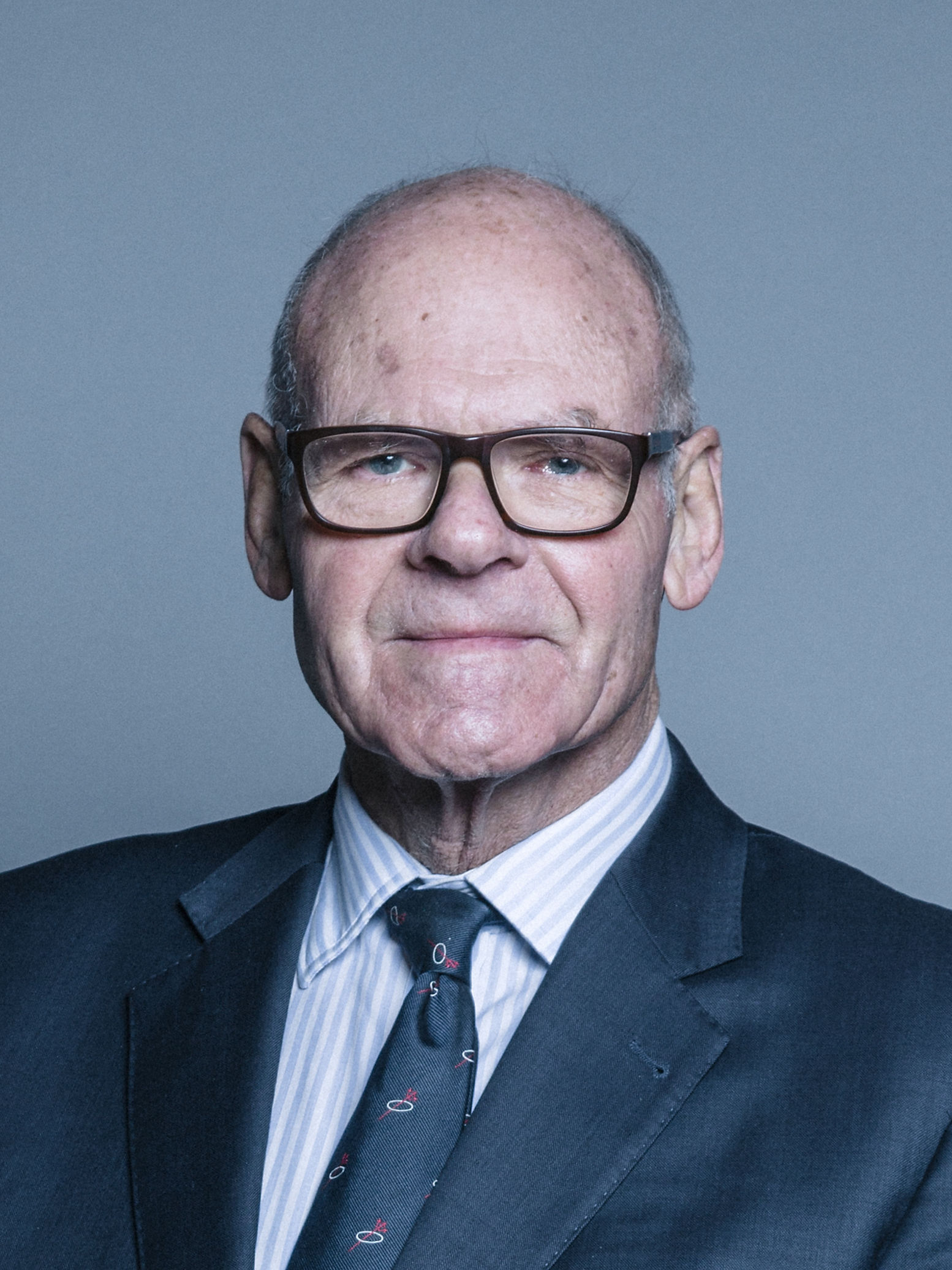
3代男爵イアン。1999年の貴族院改革以降も貴族院に籍を置く。

コルウィン男爵（コルウィンだんしゃく、英: Baron Colwyn）はイギリスの男爵、貴族。連合王国貴族爵位。実業家フレデリック・スミスが1917年に叙されたことに始まる。

## 歴史
フレデリック・ヘンリー・スミス(1859-1946)は紡績事業を営む実業家で、のちにマーティンズ・バンク理事を務めた人物である。フレデリックは1912年に連合王国準男爵として(デンビー州コルウィン湾の)準男爵(Baronet, of Colwyn Bay in the County of Denbigh)を授けられた。彼はさらに1917年に連合王国貴族爵位のデンビー州コルウィン湾のコルウィン男爵(Baron Colwyn, of Colwyn Bay in the County of Denbigh)に叙された。彼は長男フレデリック・ヘンリー(1887-1931)に先立たれていたため、初代男爵の孫のフレデリック(2代男爵、1914-1966)が爵位を襲った。
その息子である3代男爵イアン(1942-)が2020年現在のコルウィン男爵家現当主であり、彼は1999年の貴族院法制定以降も貴族院に籍を置く92人の世俗貴族の一人である。

## 現当主の保有爵位 / 準男爵位
現当主である第3代コルウィン男爵イアン・アンソニー・ハミルトン=スミスは以下の爵位を保持している。
- 第3代デンビー州コルウィン湾のコルウィン男爵 (3rd Baron Colwyn, of Colwyn Bay in the County of Denbigh)
(1917年6月22日の勅許状による連合王国貴族爵位)

- 第3代(デンビー州コルウィン湾の)準男爵(3rd Baronet, of Colwyn Bay in the County of Denbigh)
(1912年7月9日の勅許状による連合王国貴族準男爵位)

## コルウィン男爵 (1917年)
- 初代コルウィン男爵フレデリック・ヘンリー・スミス（英語版） (1859–1946)
  - フレデリック・ヘンリー・ハミルトン=スミス閣下 (1887-1931)
- 第2代コルウィン男爵フレデリック・ジョン・ヴィヴィアン・スミス（英語版） (1914–1966)
- 第3代コルウィン男爵イアン・アンソニー・ハミルトン＝スミス（英語版） (1942-)

法定推定相続人は現当主の息子であるクレイグ・ピーター・ハミルトン＝スミス (1968-)閣下。

### 註釈
1. ↑  ロンドン郊外に本店を置くプライベート・バンクであったが、1969年にバークレイズに買収された[1]。